# Jednovláknová DNA

Rozmnožování virů s ssDNA

Jednovláknová DNA (ssDNA z angl. single-stranded DNA) je označení pro molekulu DNA, která se neskládá ze dvou vláken dvoušroubovice, jako tomu je obvykle (u tzv. „dsDNA“), nýbrž jen z jednoho vlákna deoxyribonukleotidů. Jednovláknová DNA vzniká přechodně během replikace (pomocí enzymů helikáz a topoizomeráz, které vlákno rozplétají a SSB proteinů, které v tomto stavu DNA drží), ale u bakterií někdy vznikají i celé jednovláknové kruhové chromozomy. Některé viry si dokonce vystačí s jednovláknovou DNA bez výjimky – např. někteří vláknití kolifágové (M13, f1, fd).
Je vlastně na první pohled podobná běžné RNA, nicméně obsahuje deoxyribózu (místo ribózy) a nukleové báze A, C, G, T (tedy nikoliv uracil).